# مدونة مدنية
المدونة المدنية أو مدونة القانون المدني (بالإنجليزية: Civil code)‏ هي تدوين للقوانين واللوائح التي تنظم مسائل القانون المدني وهو أحد أهم فروع القانون الخاص الذي ينظم العلاقات التي تنشأ بين أشخاص لا يعمل أيهم بصفته صاحب سيادة. والقانون المدني هو القانون الذي ينظم الروابط المتعلقة بالملكية، والأسرة، والالتزامات، وجميع الروابط القانونية المالية.
الدولة أو السلطة القضائية التي لديها مدونة للقانون المدني يكون لديها عادةً أيضًا قانون الإجراءات المدنية. في بعض الحالات، قد تُدرَج المجالات الأساسية للقانون الخاص (التي تُدوَّن عادةً في القانون المدني) ضمن قوانين فرعية خاصة كالقانون التجاري مثلا.

## المعاملات المالية
وتشمل الحقوق المالية على اختلاف أنواعها ومصادرها ومجالها، فيما عدا ما ينفرد بتنظيمه وبصفة خاصة قانون التجارة، وتشمل ما يلي :

### الحقوق الشخصية أو الالتزامات
وهي رابطة دائن بمدين، والتي قد يكون مصدرها العقد أو الإرادة أو الفعل غير المشروع أو الفعل النافع أو القانون يطبق قواعد القانون المدني في حالة عدم وجود نص بالعقود المحررة بين الأشخاص ما لم تخالف نصوص العقد قواعد النظام العام ويكون الالتزامات والحقوق الناشئة بموجب هذه العقود واجبة النفاذ بين طرفي العقد .

### الحقوق العينية
وهي سلطة مباشرة لشخص على شيء وتشمل حق الملكية وسلطاته الثلاثة من الاستعمال والاستغلال والتصرف، والحقوق المتفرعة عنه كالانتفاع والاستعمال والسكنى وحق الحكر، كما تشمل أيضاً الحقوق العينية التبعية التي توجد تابعة لحق الشخص كالرهن الرسمي والرهن الحيازي وحق الامتياز وحق الاختصاص .

## الأحوال الشخصية
وتشمل علاقة الفرد بأسرته، من زواج وطلاق ونفقة و ميراث ووصية ونسب وقرابة، ولا سيما الأهلية، والولاية على المال وغيرها من تلك الموضوعات.
تلك هي المسائل التي ينظمها بالأصل القانون المدني في معظم دول العالم، لكن الوضع يختلف في مصر ومعظم الدول العربية، حيث تخضع روابط الأحوال الشخصية لحكم الشرائع الدينية والقوانين المستمدة منها، ويقتصر تنظيم القانون المدني فيها على تنظيم روابط الأحوال العينية فقط.

## مدونات القانون المدني حسب البلد
توجد مدونة للقانون المدني في العديد من الدول أو المناطق.

## أفريقيا
- الجزائر : القانون المدني الجزائري وقانون الأسرة
- ساحل العاج : القانون المدني في ساحل العاج
- المغرب : قانون الالتزامات والعقود المغربي ومدونة الأسرة المغربية
- تونس : قانون الالتزامات والعقود التونسي ومجلة الأحوال الشخصية

## أمريكا
- الأرجنتين : القانون المدني الأرجنتيني
- البرازيل : القانون المدني البرازيلي
- كندا
  -  كيبيك : القانون المدني في كيبيك
    - قوانين مدنية سابقة: القانون المدني في كندا السفلى والقانون المدني في كيبيك (1980)
- تشيلي : القانون المدني التشيلي
- كولومبيا : القانون المدني الكولومبي
- الولايات المتحدة
  - القانون المدني في لويزيانا
- المكسيك : القانون المدني الفيدرالي المكسيكي

## آسيا
- الصين
  -  ماكاو : القانون المدني في ماكاو
- إيران : القانون المدني الإيراني
- اليابان : القانون المدني الياباني(jp)
- نيبال : القانون المدني النيبالي
- تايلاند : القانون المدني التايلاندي
- سوريا : القانون المدني السوري

## أوروبا
- ألمانيا : القانون المدني الألماني
- النمسا : القانون المدني العام النمساوي (ABGB)
- بلجيكا : القانون المدني البلجيكي (2019)
  - القانون المدني البلجيكي القديم (1804)
- إسبانيا : القانون المدني الإسباني
  -  كتالونيا : القانون المدني الكتالوني
- فرنسا : القانون المدني الفرنسي
  - ألزاس-لورين : القانون المدني المحلي
- اليونان : القانون المدني اليوناني (Ελληνικός Αστικός Κώδικας)
- إيطاليا : القانون المدني الإيطالي
- لوكسمبورغ : القانون المدني اللوكسمبورغي
- هولندا : القانون المدني الهولندي
- البرتغال : القانون المدني البرتغالي
- بولندا : القانون المدني البولندي
- جمهورية التشيك : القانون المدني التشيكي
- رومانيا : القانون المدني الروماني
- روسيا : (بالإنجليزية)
- سويسرا : القانون المدني السويسري